# Niegowoniczki
Niegowoniczki – wieś w Polsce, położona w województwie śląskim, w powiecie zawierciańskim, w gminie Łazy.
| SIMC    | Nazwa             | Rodzaj     |
| ------- | ----------------- | ---------- |
| 0216823 | Jeziorowice       | część wsi  |
| 0216830 | Niwa Zagórczańska | przysiółek |

W latach 1975–1998 miejscowość administracyjnie należała do województwa katowickiego.